# Parakanlima (Cikembar)
Parakanlima is een bestuurslaag in het regentschap Sukabumi van de provincie West-Java, Indonesië. Parakanlima telt 7218 inwoners (volkstelling 2010).